# Ligaria chopardi
Ligaria chopardi es una especie de mantis de la familia Mantidae.

## Distribución geográfica
Se encuentra en Etiopía y Kenia.